# Sindrom posturalne ortostatske tahikardije
Sindrom posturalne ortostatske tahikardije (SPOT ali POTS) je oblika ortostatske intolerance, definirana kot neprekinjen porast srčne frekvence za vsaj 30 udarcev na minuto ali porast frekvence na vsaj 120 udarcev na minuto v desetih minutah od spremembe položaja (iz ležečega ali sedečega v stoječega) s pojavom simptomov ortostatske intolerance z odsotnostjo ortostatske hipotenzije. Ortostatska intoleranca se lahko opiše kot nezmožnost toleriranja pokončnega položaja, za katero je značilno takojšnje olajšanje simptomov, ko gre bolnik v ležeč položaj.
Veliko bolnikov občuti izboljšanje simptomov po tem, ko je postavljena diagnoza in ko se začne zdravljenje. 

## Epidemiologija
Diagnoza sindroma posturalne ortostatske tahikardije je ponavadi postavljena ženskam, z razmerjem ženske 4-5, moški 1.
Starost pacientov je ponavadi med 15 in 50 let. Mnoge raziskave dokazujejo nizko kakovost življenja pri bolnikih s POTS, podobno kot pri bolnikih s kronično obstruktivno pljučno boleznijo in popuščanjem srca. Zelo pogosto se sprva postavi napačna diagnoza, to so hipohondrija, anksioznost, depresija, konverzijska motnja, sindrom kronične utrujenosti. Zaradi tega je povprečno potrebnih 6 let, da se POTS pravilno diagnosticira.

## Patofiziologija
Vzrokov za nastanek POTS je veliko, nekaj teh je:
- poškodbe živčevja (periferna nevropatija)
- avtoimuna obolenja (lupus, Sjörgenov sindrom)
- bolezni, ki lahko povzročajo okvaro avtonomnega živčeja (Lymska borelioza, diabetes)
- nizek volumen krvi
- okužba s covidom 19[2]
- povišane vrednosti noradrenalina
- strukturne pomanjkljivosti krvnih žil zaradi genetskih vezivnotkivnih bolezni (Ehlers-Danlosov sindrom, Marfanov sindrom).

## Simptomi
- huda in/ali dolgotrajna utrujenost
- omotičnost, ki lahko vodi v izgubo zavesti
- težave s koncentracijo, spominom, pozornostjo
- slabost in bruhanje
- glavoboli (lahko poslabšani, ko je bolnik v pokončnem položaju)
- pretirano potenje
- tremor
- intoleranca na športno aktivnost in hudo poslabšanje simptomov ob telesni aktivnosti
- bled obraz in vijolična obarvanost okončin, ki ležijo pod srcem (zastajanje krvi)
- prebavne težave (npr. pareza želodca in/ali črevesja)

Simptome POTS lahko znatno poslabšajo:
- nezadosten vnos tekočin, izpuščanje obrokov
- dolgotrajno stanje, sedenje
- toplo in vlažno okolje (tuš, poletje)

## Diagnoza
Kadar se simptomi pojavijo, ko oseba vstane in se olajšajo takoj, ko gre oseba v ležeči položaj, je to velik indikator na POTS. Diagnoza se postavi s kliničnim pregledom in potrdi s preskusom nagibne mize ali 10-minutnim preskusom stanja. 

## Zdravljenje
Zdravila za POTS ni, so pa nekateri ukrepi, ki lahko izboljšajo simptome. To so:
- povečan vnos tekočin in soli, lahka telesna aktivnost
- zdravila za upočasnjevanje srčnega utripa (bisoprolol, atenolol, ivabradin ...)
- zdravila za izboljšanje vazokonstrikcije (midodrin)
- zdravila, ki ledvicam pomagajo zadrževanju tekočin (fludrokortizon)